# Arnošt Kreuz
Arnošt Kreuz (Neštěmice, 9 maggio 1912 – Norderstedt, 9 febbraio 1974) è stato un calciatore cecoslovacco, di ruolo attaccante.

## Carriera

### Club
Conta 127 partite e 20 reti nel campionato cecoslovacco.